# 358 Аполлонія
358 Аполлонія (358 Apollonia) — астероїд головного поясу, відкритий 8 березня 1893 року Огюстом Шарлуа у Ніцці.